# Revival (album de Gillian Welch)
Pour les articles homonymes, voir Revival (homonymie).
Albums de Gillian Welch
Hell Among the Yearlings
(1998)
Revival est le premier album de Gillian Welch, sorti en 1996,.
La plante décrite dans le titre Acony Bell est une Shortia galacifolia (en), aussi connue aux États-Unis sous le nom de Oconee bells (cloches d'Oconee). C'est de là qu'est tiré le nom du label Acony Records, fondé plus tard par Gillian Welch.

## Titres
Tous les titres sont de Gillian Welch (voix, guitare) et David Rawlings (guitare). 
1. Orphan Girl  – 3:57
2. Annabelle  – 4:03
3. Pass You By  – 3:57
4. Barroom Girls  – 4:14
5. One More Dollar  – 4:34
6. By the Mark  – 3:40
7. Paper Wings  – 3:57
8. Tear My Stillhouse Down  – 4:32
9. Acony Bell  – 3:06
10. Only One and Only  – 5:33